# Pallone da calcio a 5
Un pallone da calcio a 5 è un pallone sferico utilizzato per poter disputare gli incontri di Calcio a 5.

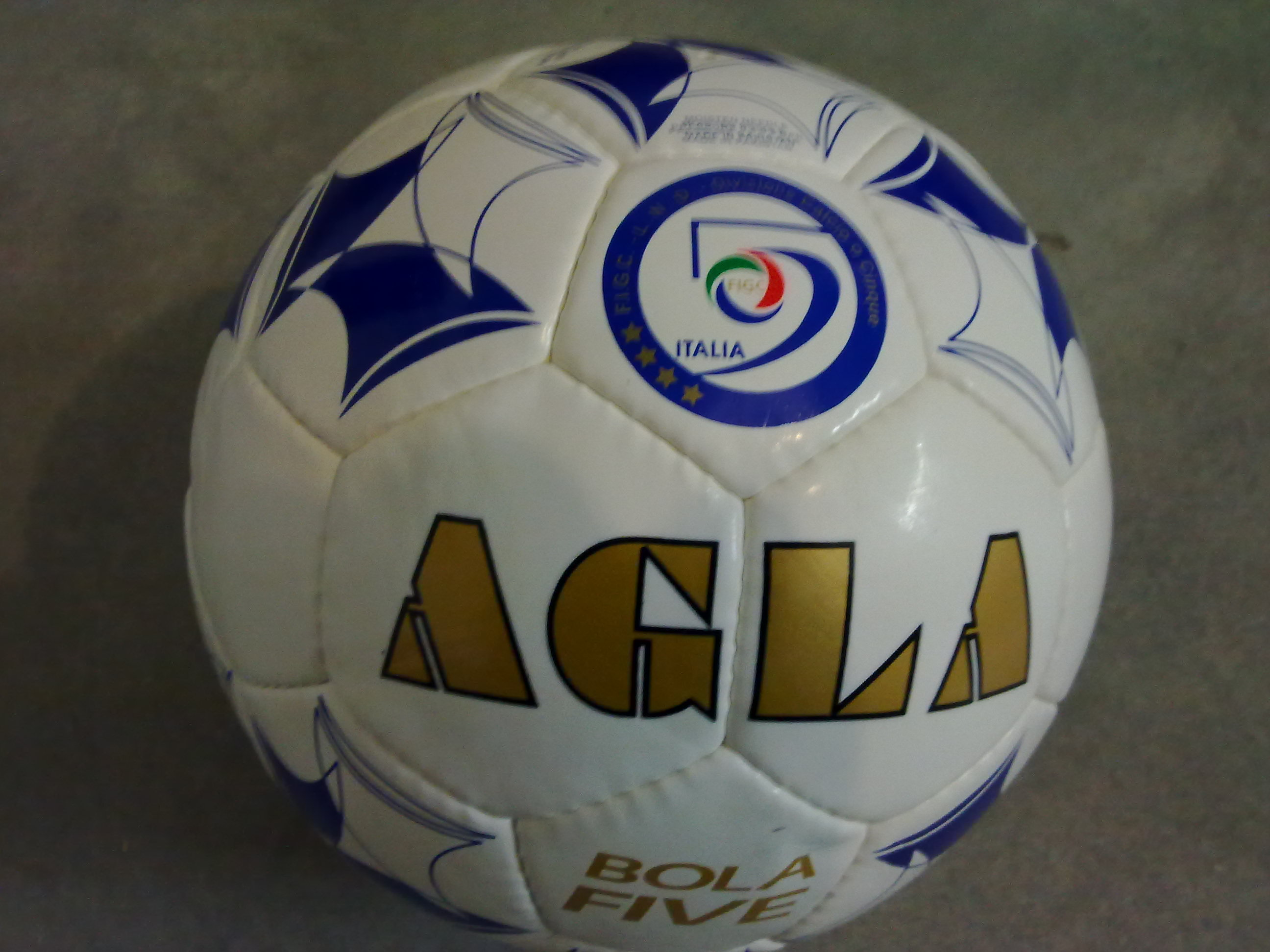
Un pallone da calcio a 5 FIFA

## Caratteristiche
| Federazione | Federazione | Federazione |
| A.M.F. | F.I.F.A. |             |
| --- | --- | ----------- |
| Misura 3, Sferico di circonferenza tra i 58 e i 60 cm Peso tra i 400 ed i 470 grammi Lasciato cadere da 2 m di altezza, al primo rimbalzo non deve superare i 30 cm, al secondo deve rimanere tra i 10 ed i 15 cm | Misura 4, Sferico di circonferenza tra i 62 e i 64 cm Peso tra i 400 ed i 440 grammi Pressione tra i 0,4 e le 0,6 atmosfere (400-600g/cm2) Lasciato cadere da 2 m di altezza, al primo rimbalzo non deve superare i 65 cm e non deve rimanere sotto i 50 cm, deve portare la dicitura "FIFA approved", "FIFA inspected" o "International matchball standard" |             |

## Palloni da calcio usati in competizioni ufficiali
Molte aziende in tutto il mondo fabbricano palloni da calcio a 5: i più diffusi sono Select, Mondo, Gems, Molten, Agla e Joma. Solo Adidas, però, è il fornitore ufficiale di tutte le partite organizzate da FIFA e UEFA.
Molten, invece, è il fornitore ufficiale dei palloni della Serie A, Serie A2, Serie B, Under 21, dei Campionati Femminile e Juniores , della Coppa Italia e della Supercoppa Italiana (a partire dalla stagione 2011-2012, grazie ad un accordo biennale siglato con la Divisione Calcio a 5).Prima si usavano nella maggioranza delle partite palloni dell'Agla.

### Campionato mondiale di calcio a 5
Qui di seguito viene riportata una tabella riepilogativa dei palloni ufficiali dei campionati mondiali di calcio a 5.

#### F.I.F.A.
| Edizione | Pallone ufficiale | Produttore | Immagine |
| -------- | ----------------- | ---------- | -------- |
| 1989     |                   |            |          |
| 1992     |                   |            |          |
| 1996     |                   |            |          |
| 2000     |                   |            |          |
| 2004     |                   | Adidas     |          |
| 2008     | Teamgeist 2 Sala  | Adidas     |          |
| 2012     | Tango 12 Sala 65  | Adidas     |          |

### Campionato europeo di calcio a 5
Qui di seguito viene riportata una tabella riepilogativa dei palloni ufficiali del campionato europeo di calcio a 5, a partire dall'edizione del 1996.
| Edizione | Pallone ufficiale | Produttore | Immagine |
| -------- | ----------------- | ---------- | -------- |
| 1996     |                   |            |          |
| 1999     |                   |            |          |
| 2001     |                   |            |          |
| 2003     |                   |            |          |
| 2005     |                   |            |          |
| 2007     | +F50 Sala TB      | Adidas     |          |
| 2010     | F50 SALA 65       | Adidas     |          |
| 2012     | Tango 12 Sala     | Adidas     |          |
| 2014     |                   |            |          |